# Вільям Томас Ґілліс
Вільям Томас Ґілліс (англ. William Thomas Gillis; 1933 — 1979) — американський ботанік, дослідник флори Багамів.

## Життєпис
Вільям Томас Ґілліс народився в Перт-Амбой, Нью-Джерсі. Навчався у Ратґерському університеті (бакалаврат у 1955), а пізніше — в Університеті штату Мічиґан (маґістерка у 1957, докторат у 1970). 
В дисертації він розглядав систематику і екологію роду отруйник (Toxicodendron) родини фісташкових (Anacardiaceae). Більшу частину наукової кар'єри присвятив перегляду флори Багамських островів. Зацікавившись цим об'єктом при роботі над докторською дисертацією, він періодично вчащав на Багами для збору гербарію Університету штату Мічиґан, у тому числі відвідав віддалений острів Рам-Кі англ. Rum Cay, мало досліджений з ботанічної точки зору. 
У 1968 році він брав участь у шеститижневому літньому семінарі на базі Тропічного ботанічного саду Ферчайлд у Маямі. Там він представив цікаві зібрані ним флористичні матеріали, і на запрошення адміністрації став таксономістом цього саду. У 1969 був підвищений до куратора і отримав посаду доцента на біологічному факультеті Університету Маямі.

## Перипетії з флорою Багамів
Маючи зібраний великий флористичний матеріал з Багамів, Ґілліс разом з іще одним колегою подав пропозицію щодо перегляду флори Багамів, однак отримав відмову. Більше того, його звільнили з ботсаду, а перегляд флори віддали іншому ботаніку, а також створили перешкоди щодо авторства, заявляючи, що все зібране ним було під час роботи у Ферчайлді. Незважаючи на цю ситуацію, він разом з колегами Річардом Говардом та Джорджем Проктором продовжили працю над флорою Багамів частково самостійно, а частково від Арборетуму Арнольд, опублікувавши 13 наукових статей та «Бібліографію природознавства Багамських островів».
В той час лікарі радили Ґіллісові зробити операцію на серці. Однак він, щоб не підвести студентів і колег на чергових літніх курсах на Біологічній станції Келлоґ, вирішив відкласти операцію. І там, у віці 45 років, він раптово помер від інфаркту. Його неопубліковані матеріали були передані до Університету штату Мічиґан.